# La Guadalupe, Pueblo Viejo
La Guadalupe är en ort i Mexiko.   Den ligger i kommunen Pueblo Viejo och delstaten Veracruz, i den östra delen av landet, 300 km norr om huvudstaden Mexico City. La Guadalupe ligger 8 meter över havet och antalet invånare är 113.
Terrängen runt La Guadalupe är platt. Havet är nära La Guadalupe österut.  Närmaste större samhälle är Tampico, 11,8 km nordväst om La Guadalupe. 